# Nanchong
Nanchong (chiń. 南充; pinyin Nánchōng) – miasto o statusie prefektury miejskiej w Chinach, w prowincji Syczuan, nad rzeką Jialing Jiang. W 2010 roku liczba mieszkańców miasta wynosiła 202 781. 
Prefektura miejska w 1999 roku liczyła 7 131 686 mieszkańców. 
Ośrodek górnictwa, przetwórstwa naftowego, przemysłu maszynowego, spożywczego i rzemiosła. Miasto posiada własny port lotniczy. 
Siedziba rzymskokatolickiej diecezji Shunqing.

## Podział administracyjny
Prefektura miejska Nanchong podzielona jest na:
- 3 dzielnice: Shunqing, Gaoping, Jialing,
- miasto: Langzhong,
- 5 powiatów: Nanbu, Yingshan, Peng’an, Yilong, Xichong.